# Floridablanca (Pampanga)
Floridablanca ist eine philippinische Stadtgemeinde in der Provinz Pampanga. Die Stadtgemeinde Floridablanca wurde am 30. April 1867 gegründet.

## Geografie
Die Stadtgemeinde Floridablanca liegt im Westen der Provinz entlang der Zambales-Berge und grenzt an die Stadtgemeinden Porac im Norden, Lubao im Süden, Guagua im Osten und Dinalupihan in der Provinz Bataan im Westen.
Floridablanca liegt etwa 23 km von San Fernando City und 90 km von Manila entfernt. Der Ort liegt vier Meter über dem Meeresspiegel.

### Baranggays
Floridablanca ist politisch in 33 Baranggays unterteilt.
| - Anon - Apalit - Basa Air Base - Benedicto - Bodega - Cabangcalan - Calantas - Carmencita - Consuelo - Dampe - Del Carmen | - Fortuna - Gutad - Mabical - Malabo - Maligaya - Nabuclod - Pabanlag - Paguiruan - Palmayo - Pandaguirig - Poblacion | - San Antonio - San Isidro - San Jose - San Nicolas - San Pedro - San Ramon - San Roque - Santa Monica - Solib - Valdez - Mawacat |

## Geschichte
Floridablanca ist ein spanisches Wort und bedeutet „weiße Blume“.
Der Ort wurde 1823 als Hacienda oder Siedlung von spanischen Mönchen des Augustinerordens gegründet. Die Missionsstation gehörte zur Kirchengemeinde in Lubao und war für den örtlichen Priester zuständig.
Sie errichteten eine behelfsmäßige Hütte, die als Kapelle diente, und benannten den Platz San Jose de Calumpaui zu Ehren von Josef, der in der Folge Ortsheiliger wurde.
Die wichtigste Absicht der spanischen Priester war die Missionierung der Aetas zum Christentum, und gleichzeitig die geistige Betreuung der wenigen Spanier und deren philippinischen Landarbeitern, die sich hier ansiedelten und das Land kultivierten.
Über den exakten Standort der Kapelle gibt es zwei widersprüchliche Meinungen. Einige sind der Ansicht, dass sie in San Nicolas oder Calumpaui stand, während andere die Ansicht vertreten, dass sie in San Jose stand. Beide Meinungen könnten jedoch insofern wahr sein, als dass San Nicolas eine ehemalige Siedlung (Sitio) und Teil des weitläufigen Grundbesitzes von San Jose war.
Vor 1823 fehlen offizielle Dokumente die die Umstände der Gründung oder den Ursprung des Namens belegen könnten.
Auch über die Herkunft des Namens gibt es zwei im Volk verbreitete Erklärungen. Eine ist, dass der Name Floridablanca zu Ehren eines gewissen Grafen von Floridablanca zurückgeht, der den Ort im Anfang des 19. Jahrhunderts besucht haben soll und Wild jagte. Jedoch fehlt in der gesamten Geschichte des Landes der Hinweis auf einen Grafen dieses Namens, der das Land besucht haben soll.
Gesichert ist ein Graf mit dem Namen José Moñino, conde de Floridablanca (* 1728 - 1808), spanischer Staatsmann und Chief Minister von Spanien von 1778 bis 1792, aber er setzte nie einen Fuß auf philippinischen Boden.
Die andere Erklärung ist in der Existenz der zur Familie der Tabernaemontana gehörende Pflanzenart Tabernaemontana pandacaqui poir verankert, die reichlich in den saftigen und grünen Wäldern jener Zeit in dem Gebiet des heutigen Floridablanca gediehen. Diese Pflanze hat zahlreiche weiße Blüten und wird 2,5 m hoch. Sie ist sehr geschätzt und wird oft als Heilpflanze für verschiedene Krankheiten verwendet.
Deshalb wird angenommen, dass die Spanier, als sie den Fuß auf den Boden des heutigen Floridablancas setzten und die große Zahl weiß blühender Tabernaemontana pandacaqui poir sahen, den Ort Floridablanca nannten. Erst am 30. April 1867 wurde von der religiösen Führung in Lubao offiziell eine Kirchengemeinde in Floridablanca eingerichtet, woraufhin die Kirchengemeinde in Lubao ihren Sitz hierher verlegte.
Die Stelle, wohin der Sitz der Kirchengemeinde verlagert wurde, wurde früher Manggang Punlod genannt, da sich dort ein großer umgestürzter Mangobaum befunden hat.
Der Gründe für die Verlagerung waren wahrscheinlich:
- Der Widerstand der Aetas gegenüber der Unterwerfung und der Christianisierung.
- Die Nähe zu zwei großen Flüssen, den Gumain und den Porac, die in großem Umfang für den Transport genutzt wurden.
- Den Zugang zu den damals bedeutendsten Orten der Region Lubao und Guagua.

In den 1920er Jahren wurde im Baranggay Del Carmen die Pampanga Sugar Mill (PASUMIL) gegründet, die später zu einem der großen Zuckerproduzenten der Philippinen werden sollte.
1947 richtete die Luftwaffe der Philippinen auf einem zuvor von den US-Amerikanern genutzten Militärflugplatz den Luftwaffenstützpunkt Basa Air Base ein.

## Gemeindeoberhäupte

### Capitan Municipal
- 1897         Geronimo Dinio
- 1898         Cecilio Alvendia
- 1899         Alejandro Ramos

### Gemeindepräsident
- 1900 - 1902  Geronimo Dinio
- 1903 - 1905  Alejandro Ramos
- 1906 - 1908  Gregorio Panlaqui
- 1909 - 1911  Leon Gutierrez
- 1911         Arcadio Ramirez
- 1912 - 1917  Martin Sundiam
- 1918 - 1922  Jose O. Dinio
- 1923 - 1925  Isidoro Alvendia
- 1926 - 1928  Roberto Nuguid
- 1929 - 1931  Don Roberto Nuguid
- 1932 - 1937  Camilo Ocampo

### Bürgermeister
- 1938 - 1940  Geronimo Coronel
- 1941         Benigno Layug
- 1942 - 1943  Francisco Vargas
- 1943 - 1944  Fidel Pekson
- 1944         Leandro Garcia
- 1945         Benigno Layug
- 1945         Vicente Chincuanco
- 1945 - 1946  Mariano Macabulos
- 1946 - 1947  Arsenio T. Isip
- 1948 - 1951  Mariano Macabulos
- 1951 - 1955  Dominador D. Songco
- 1956 - 1959  Marcelo Mediola
- 1960 - 1967  Dominador Songco
- 1968 - 1971  Jose D. Mendiola
- 1972 - 1986  Pedro M. Capulong
- 1986 - 1992  Tito M. Mendiola
- 1992 - 2001  Pedro M. Capulong
- 2001 - 2004  Joerey Montemayor
- 2004 - 2007  Darwin Manalansan
- 2007 - heute Eduardo Guerero

## Wirtschaft
Floridablanca ist der zweitgrößte Reisproduzent der Provinz. 1999 wurden 37,76 % der Erntemenge für den Eigenbedarf benötigt. 65,24 % oder 17.553 t waren Überschuss und konnten in die umliegenden Orte verkauft werden.